# Horatio Herbert Kitchener
Horatio Herbert Kitchener Mariscal de Camp, 1r Comte Kitchener, (24 de juny de 1850 – 5 de juny de 1916)va ser un militar britànic d'origen irlandès i procònsol que adquirí fama per les seves campanyes imperials i que, posteriorment té un paper principal als primers estadis de la Primera Guerra Mundial. Va obtenir el honors següents: orde de la Lligacama (KG), Orde de Sant Patrici (KP), Orde del Bany (CCB), Orde del Mèrit (OM), Orde de l'Estrella de l'Índia (GCSI), Orde de Sant Miquel i Sant Jordi (GCMG), Orde de l'Imperi Indi (GCIE), Ajudant de Camp (ADC) i Consell Privat de Sa Majestat (PC).

## Orígens
Kitchener va néixer prop de Listowel, al comtat de Kerry, a Irlanda, fill del tinent coronel Henry Horatio Kitchener (1805-1894) i de Frances Anne Chevallier (+1864). La família tenia un notable rerefons anglo-irlandès: el seu pare havia comprat feia poc terres a Irlanda aprofitant una llei que hi incentivava la compra de terra després de la fam de la patata. L'any que la seva mare morí de tuberculosi s'havien traslladat a Suïssa, intentant millorat les seves condicions. Allà, el jove Kitchener s'educà, així com a la Reial Acadèmia Militar, Woolwich. Pro-francès i desitjant entrar en acció, s'uní a una unitat d'ambulàncies francesa durant la Guerra Francoprussiana. El seu pare el portà de tornada a Anglaterra després que emmalaltís de pneumònia després d'ascendir en un globus per tal de veure l'Exèrcit del Loire en acció. Va ser comissionat als Enginyers Reials el 4 de gener de 1871. El seu servei a França havia violat la neutralitat britànica, motiu pel qual va rebre la reprimenda del Duc de Cambridge, el comandant en cap. Serví a Palestina, Egipte i Xipre, aprenent àrab i preparà detallats mapes topogràfics de la regió.

## Reconeixement de la Palestina Occidental
El 1874, amb 24 anys, Kitchener va ser destinat pel Fons per a l'Exploració de Palestina per fer un mapa de Terra Santa, en substitució de Charles Tyrwhitt-Drake, que havia mort de malària. Kitchener, llavors oficial dels Enginyers Reials, s'uní al també Enginyer Claude R. Conder i entre 1874 i 1877, el que actualment és Israel, Cisjordània i Gaza, tornant a Anglaterra només breument el 1875 després d'un atac dels nadius a Safed, Galilea.
L'expedició de Conder i Kitchener es conegué com el Reconeixement de la Palestina Occidental, car principalment es dedicà a la zona a l'oest del riu Jordà. La investigació recollí dades de la topografia i la toponímia de la regió, així com la flora i fauna local. Els resultats de l'expedició van ser publicats en una sèrie de 8 volums, amb la contribució de Kitchener als tres primers toms (Conder and Kitchener 1881–1885).
Aquest viatge va tenir un llarg efecte a l'Orient Mitjà per diversos motius:
- La investigació d'artilleria serveix com a base del sistema en xarxa emprat als mapes moderns d'Israel i Palestina.
- La col·lecció de dades compilades per Conder i Kitchener encara avui és consultada pels arqueòlegs i els geògrafs que treballen al Llevant meridional.
- La mateixa investigació dibuixà i definí les fronteres polítiques del Llevant meridional. Per exemple, la frontera actual entre Israel i Líban està establerta en el punt de l'Alta Galilea on s'aturà l'expedició de Conder i Kitchener.[3]

## Egipte, Sudan i Khartum
Kitchener serví posteriorment com a vicecònsol a Anatòlia i, el 1983, com a capità britànic però amb el rang turc de binbashi (major), en l'ocupació d'Egipte, que es convertiria en un estat titella britànic, i en el que el seu exèrcit estaria comandat per oficials britànics entre 1883 i fins a 1950; i l'any següent va ser ajudant de camp durant la fracassada expedició de socors de Gordon al Sudan. D'acord amb els informes verbals de William Forde, que va ser el seu ordenança, era reverenciat pels seus homes pel seu lideratge i el tracte considerat vers els seus subordinats. Amb el seu coneixement de l'àrab, Kitchener va poder barrejar-se amb la gent. En aquella època, la seva promesa, i possiblement l'única dona que estimà en tota la seva vida, Hermione Baker (filla del paixà Valentine Baker), va morir de febre tifoide a Cairo; posteriorment ja no va tenir fills, tot i que crià la seva cosina Bertha Chevallier-Boutell, filla de Sir Francis Hepburn de Chevallier-Boutell.
El major Kitchener serví a la Campanya del Nil de 1884-85 com a oficial d'intel·ligència. Al final dels 1880 va ser Governador dels Territoris del Mar Roig (la qual cosa equivalia en poc més que el port de Suakin), amb el rang de coronel temporal. Durant una batussa va quedar seriosament ferit a la mandíbula, havent de marxar a Anglaterra per recuperar-se. També va participar en la batalla de Toski (1889). Havent esdevingut Sirdar de l'exèrcit egipci el 1892 (amb rang de brigadier i de major general a l'exèrcit britànic) el 1896 comandà les seves forces angloegípcies cap a les fonts del Nil, construint un ferrocarril per transportar armes i reforços, i derrotant els sudanesos a la batalla d'Omdurman del 2 de setembre de 1898, prop de Kharthoum.
La segona expedició de Kitchener al Sudan (1886-99) li va donar fama nacional, sent nomenat de la Reina Victòria i nomenat Cavaller Comandant de l'Orde del Bany; però aquesta campanya també va fer la seva brutalitat infame, un aspecte de les seves tàctiques que es coneixeria arreu després de la Guerra Bòer. Després de la victòria a Omdurman, les restes del Muhàmmad Àhmad van ser exhumades i escampades.
Possiblement Kitchener evità la guerra entre França i el Regne Unit quan es mostrà ferm però no violent amb l'expedició militar francesa del capità Jean-Baptiste Marchand que volia reclamar Fashoda, en el que es conegué com l'incident de Fashoda.
Va ser fet Baró Kitchener de Khartoum i d'Aspall al Comtat de Suffolk el 31 d'octubre de 1898 com un títol de la victòria en reconeixement dels seus èxits; i començà un programa per restaurar el bon govern al Sudan. El programa es basava en l'educació, amb el Gordon Memorial College com a punt de suport, i no estava dirigit a la quitxalla de l'elit, sinó que tots els nens podien dirigir-se per estudiar-hi.
Ordenà que les mesquites de Khartoum fossin reconstruïdes i instituí reformes per tal de reconèixer el divendres (el dia sant musulmà) com a dia oficial de descans, garantint la llibertat de religió per a tots els ciutadans del Sudan. També intentà evitar que els missioners evangèlics intentessin convertir els musulmans al cristianisme.

## Guerra dels Bòers
Kitchener es va unir als reforços britànics de Lord Frederick Roberts enviats a Sud-àfrica el desembre de 1899, després de l'esclat de la Segona Guerra dels Bòers. Com cap de l'Estat Major (1900-1902) durant la Segona Guerra Bòer va tenir un paper clau en la conquesta de les repúbliques Bòer. El novembre de 1900 va substituir a Roberts com a Comandant a Cap de les tropes britàniques, ja que aquest s'havia posat malalt.
Les tropes convencionals dels bòers van ser derrotades ràpidament, però l'intent de firmar un tractat de pau i reconciliació el febrer de 1901 va fracassar a causa del vet del govern britànic. La guerra es va reprendre llavors, ara convertida en una guerra de guerrilles contra els grangers bòers, en la qual Kitchener va posar en pràctica les tàctiques de Roberts després de modificar-les per fer-les més eficaces.
La campanya subsegüent va ser brutal. Es va intentar eliminar totalment qualsevol suport que la població civil pogués brindar als combatents bòers, practicant una política de terra cremada. Les granges van ser incendiades i es va estendre la construcció de blocaos (fortins de fusta prefabricats, capaços de desarmar-se, transportar-se i tornar a armar-se allà on fessin falta). Kitchener va tenir així mateix el dubtós honor d'organitzar el primer sistema de camps de concentració el segle xx, on prop de vint mil dones, nens i homes bòers, tots ells civils, van morir de gana i mala atenció entre 1900 i el final de la guerra el 1902. Ni tan sols la seva popularitat prèvia no va poder salvar-lo de la crítiques generalitzades a Gran Bretanya, la resta d'Europa i, òbviament, Sud-àfrica. El seu major crític en aquest sentit va ser la treballadora humanitària Emily Hobhouse, originària de Cornualles.
La gran majoria dels guerrillers bòers no eren soldats professionals i, per tant, no portaven uniforme militar, sinó que combatien amb la seva indumentària civil. Després de les llargues campanyes, aquesta vestimenta poc adequada quedava feta esquinçalls i els rebels es veien obligats a posar-se els uniformes dels soldats britànics que capturaven o mataven, ja que els era impossible aconseguir vestimenta a les granges que els anglesos havien incendiat. Els britànics van acusar llavors els bòers d'intentar fer-se passar per soldats de la corona per poder passar desapercebuts i atacar així al contrari darrere de les seves línies. Kitchener va ordenar llavors que s'executés en l'instant a qualsevol militar o civil capturat que portés un uniforme britànic robat, encara que després se'n va penedir i va tractar de negar davant del públic que ell hagués redactat l'esmentada ordre. L'escàndol va abastar les seves cotes més altes quan nombrosos soldats australians, entre qui es trobava el soldat de cavalleria i famós poeta Breaker Morant, van ser arrestats i jutjats per un tribunal militar després d'executar a sang freda a nombrosos presoners bòers (entre ells nens), diversos nadius africans i fins i tot a un missioner alemany, excusant-se en l'ordre de Kitchener relativa als uniformes.

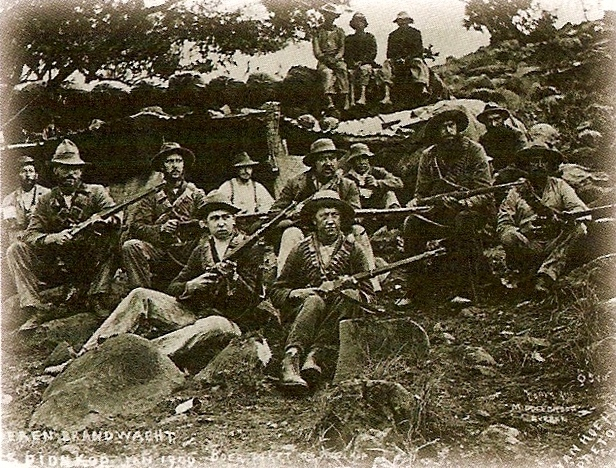
Milicians bòers el 1900.

Els tinents Breaker Morant i Peter Handcock van ser declarats culpables i afusellats en Pietersburg el 27 de febrer de 1902, sent les seves sentències de mort firmades pel mateix puny de Kitchener. Aquesta decisió és font de controvèrsia fins i tot avui en dia, especialment a Austràlia, on s'assegura que els dos militars van ser simples caps de turc en la lluita de Kitchener per remuntar la seva popularitat, que llavors queia en picat.
Després de sis mesos de tensió es va firmar per fi el tractat fe Vereeniging de 1902. En els dies previs Kitchener s'havia enfrontat repetidament al governador de la Colònia del Cap i al govern britànic en el seu intent per acabar una vegada per sempre amb la guerra, encara que això signifiqués firmar una pau que reconegués certs drets als boérs, entre ells un futur autogovern i la reconstrucció de les seves propietats a càrrec de la corona britànica. Sis dies després de l'acord, Kitchener va ser nomenat vescomte de Khartum, Aspall i Vaal (Transvaal, Sud-àfrica).

## Estada a l'Índia i tornada a Egipte
A continuació, Kitchener va ser nomenat comandant en cap de les tropes britàniques a l'Índia, tasca que exerciria entre 1902 i 1909, durant les quals va reestructurar les desorganitzades forces colonials que operaven al país. Això el va conduir a un dur enfrontament amb el Virrei George Nathaniel Curzon Lord Curzon de Kedleston, que temia perdre el seu lloc en favor del nouvingut. El 1910, Kitchener va assolir el grau de mariscal de camp, però Curzon va aconseguir esquivar amb èxit el seu intent d'arribar a ser nomenat virrey el 1911.
En no poder ser cap de la principal colònia britànica, Kitchener va haver d'acontentar-se amb el lloc d'agent britànic i cònsol general a Egipte (sent el virrei de facto), nominalment sota l'autoritat d'Abbas Hilmi II, kediv d'Egipte i rei de Nubia, el Sudan, Kordufan i Darfur. El 29 de juny de 1914 va ser nomenat primer comte Kitchener de Khartum i Broome (Comtat de Kent, Anglaterra). De forma excepcional, se'l va autoritzar a llegar el seu títol al seu germà i al seu nebot, ja que Kitchener no estava casat ni tenia fills en aquell moment.

## Primera Guerra Mundial

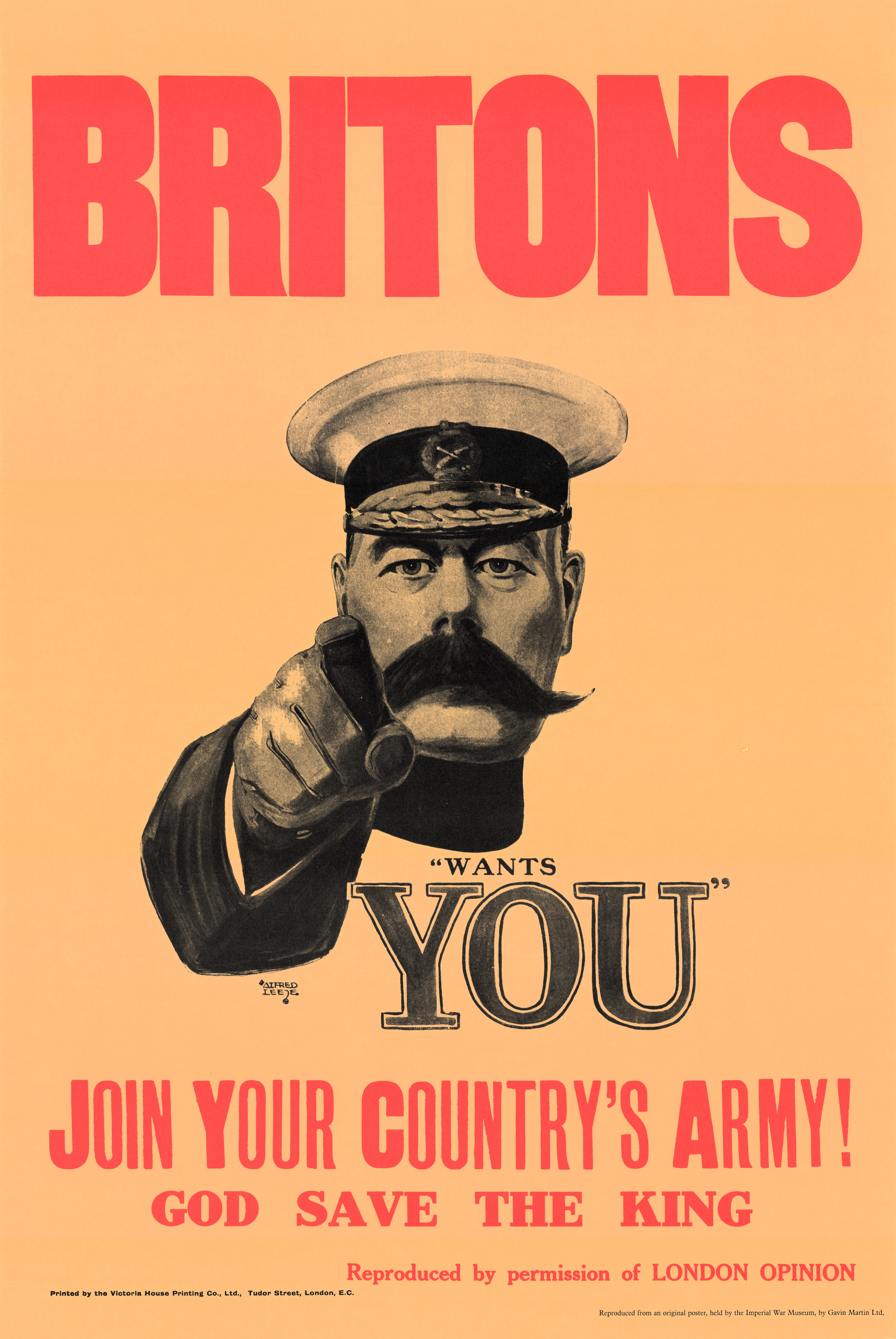
Cartell de reclutament de la I Guerra Mundial amb la imatge de Kitchener.

En esclatar la Primera Guerra Mundial, el primer ministre H. H. Asquith va nomenar ràpidament a Horatio Kitchener com a nou Secretari d'Estat de Guerra. Al contrari que la resta dels seus companys, Kitchener va predir que la guerra seria llarga, d'almenys tres anys de durada, tindria un gran nombre de víctimes i requeriria grans exèrcits amb què poder derrotar Alemanya. Organitzà el major exèrcit de voluntaris que la Gran Bretanya o l'Imperi havien vist, el conegut com Exèrcit de Kitchener.
Va dirigir llavors una gran campanya de reclutament en la qual es van estendre els cartells amb la seva imatge, en els quals assenyalava al possible recluta sota el rètol Britons wants you o similars ("Els britànics et criden" o "El teu país et necessita!"), que encara segueix sent una icona, i que serien el model del famós I want you protagonitzat per l'Oncle Sam als Estats Units a partir de 1917.
Després de l'entrada de l'Imperi Otomà a la guerra i el consegüent tancament dels Dardanels als aliats, Kitchener va proposar d'obrir un front nou a la ciutat d'Iskenderun, que seria envaït per tropes de l'ANZAC, el Nou Exèrcit i els reservistes indis. La ciutat escollida era la llar d'una important població cristiana i el centre estratègic de la xarxa ferroviària otomana. Tanmateix, el pla va ser rebutjat i substituït al seu lloc per la desastrosa Batalla de Gal·lípoli (1915- 1916) planificada per Winston Churchill. Kitchener va organitzar una significativa expansió de la producció de material bèl·lic per combatre a Alemanya al Front occidental. Va ser culpat per la mancança de munició durant la primavera de 1915 (un dels fets que comportarien la formació d'un govern de coalició) el que va posar de nou la reputació de Kitchener sota mínims, fins al punt que aquest va arribar a oferir la seva dimissió a Asquith. El Primer Ministre, tanmateix, es va negar a acceptar-la, encara que li va retirar la responsabilitat sobre les municions, que va transferir a un nou ministeri sota la direcció de David Lloyd George. El maig de 1916 va començar a preparar-se una missió diplomàtica a Rússia a la qual originalment havien d'acudir Kitchener i Lloyd George, però aquest, en l'últim moment i massa atrafegat amb el seu nou ministeri, va abandonar la iniciativa i va deixar el seu control de forma completa al primer.
Uns dies abans d'embarcar-se, Kitchener va comunicar a Edward Stanley la seva intenció de pressionar diplomàticament a ambdós bàndols a fi d'arribar a un compromís que posés fi a la guerra en poc temps, ja que temia que si deixava l'assumpte a les mans dels polítics, la situació no solament s'allargaria sinó que acabaria amb una pau massa "dolenta" que no faria sinó precipitar nous enfrontaments en el futur.

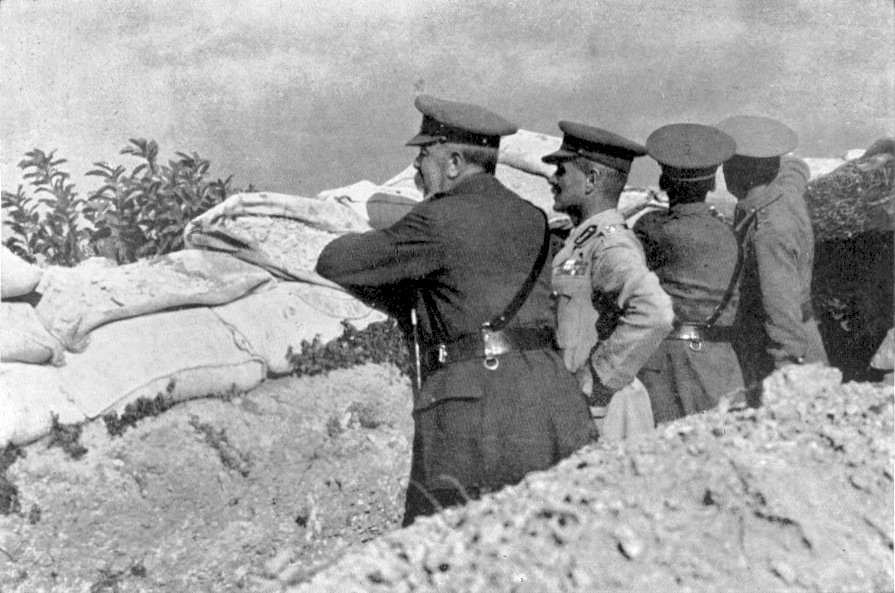
Kitchener visita a les tropes australianes a Galípoli, el 1915.

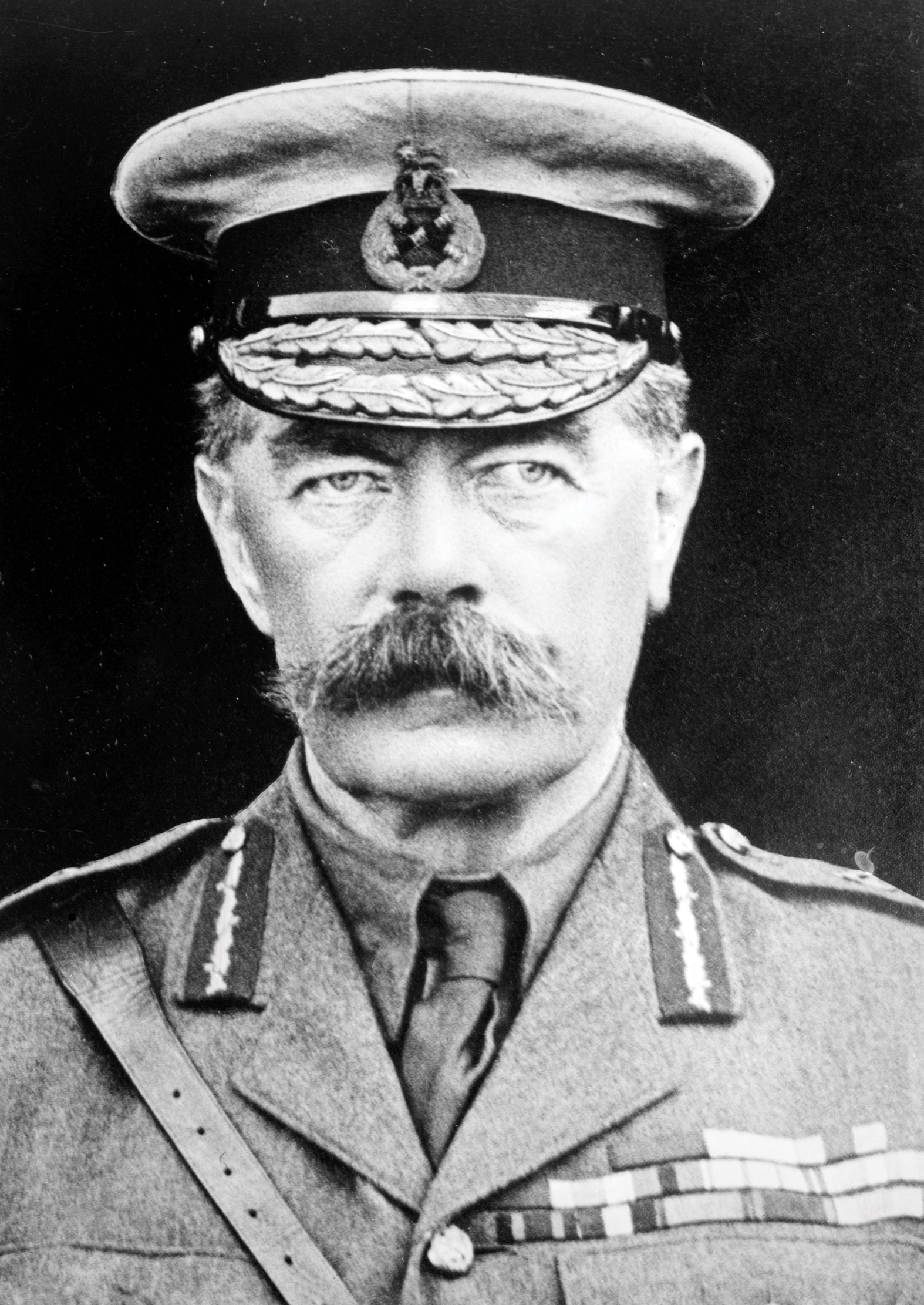
Horatio Herbert Kitchener durant la Primera Guerra Mundial.

El 4 de juny de 1916 va acudir al Parlament del Regne Unit per respondre a les preguntes dels polítics sobre com funcionaven les últimes decisions sobre la guerra. La situació no podia ser pitjor en algunes qüestions, com la dels dos milions de fusells que Kitchener havia encarregat a diverses indústries armamentístiques dels Estats Units al començament de la guerra i dels quals només se n'havien lliurat 480 fins a la data. La construcció de bucs per als navilis de guerra tampoc no anava gaire millor.
No obstant això, Kitchener va detallar una sèrie de mesures que havia pres a fi d'assegurar-se subministraments alternatius. Gràcies a això va aconseguir guanyar-se el sonor suport de més de 200 parlamentaris, entre qui es trobava George Arthur, el mateix que havia llançat una moció de censura contra Kitchener a la Cambra dels Comuns del Regne Unit una setmana abans de la seva compareixença en el parlament.

## Mort

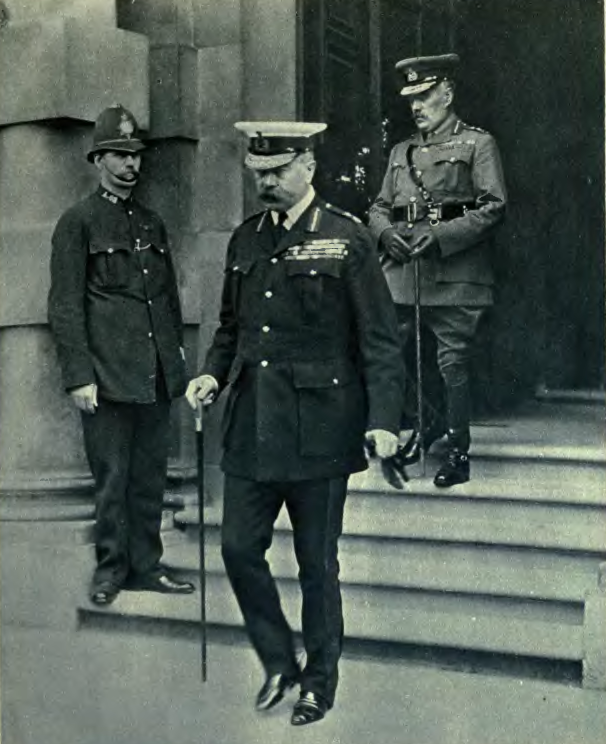
Última fotografia de Kitchener, abandonant Westminster després d'una reunió amb diputats.

Després de recalar a la base naval de Scapa Flow, Kitchener va embarcar en el creuer cuirassat HMS Hampshire per realitzar una missió diplomàtica a Rússia. El 5 de juny de 1916, mentre es dirigia al port d'Arkhànguelsk, el Hampshire va xocar amb una mina submarina i es va enfonsar a l'oest de les Illes Òrcades. Només van sobreviure 12 homes dels més de 650 que anaven a bord, entre els quals no es trobaven Kitchener (el cos del qual mai no va ser trobat) ni cap dels membres del seu gabinet. El mateix dia, l'última divisió de l'exèrcit de Kitchener creuava el Canal de la Mànega i prenia posicions a Flandes i el nord de França, on ajudarien a derrotar a l'Imperi Alemany el 1918.
En conèixer-se la seva mort, la petita ciutat de Berlín, a Ontario (el Canadà), va ser rebatejada com a Kitchener en el seu honor. La Muntanya Kitchener, a les muntanyes Rocoses, va ser també anomenada així en la seva memòria i es va construir un monument dedicat a Kitchener en les seves immediateses.
Un mes després de la seva mort es va fundar el Lord Kitchener national Memorial Fund, destinat a ajudar a les víctimes de la guerra, ja fos donant-los atenció mèdica o bé amb ajuda financera. Després de l'armistici, la fundació va passar a concedir beques universitàries als soldats, exsoldats i fills de militars, tasca que continua fent en l'actualitat.
Durant tota la seva vida adulta, Kitchener va ser un maçó dedicat i molt actiu, sent membre fundador de diverses Lògies. Existeixen diverses lògies amb el seu nom. Després de la seva mort Kitchener va ser sovint recordat pel seu pòster, però no pas com un gran administrador. Va ser criticat per Lloyd George, qui podria haver agafat part del mèrit dels èxits de Kitchener en el camp de la munició, a les seves "Memòries de Guerra", entre d'altres. Després de molts anys de comandar forces relativament petites a campanyes imperials, Kitchener havia aconseguit una mala reputació pel seu secretisme, la seva incapacitat d'explicar les seves accions als seus col·legues, i la seva desgana per organitzar i delegar.
Però des de 1970 s'han obert nous arxius i els historiadors han tingut material per rehabilitar la reputació de Kitchener. La seva visió estratègica de la I Guerra Mundial actualment és lloada, especialment el seu establiment de les bases per a l'expansió de la producció de municions i el seu paper central en aixecar l'exèrcit britànic durant 1914 i 1915, aconseguint disposar d'un exèrcit capaç de fer front al que s'esperava dels britànics al continent.
La sobtada desaparició de Kitchener, unida al fet que el seu cos mai no va ser recuperat, va donar peu de seguida a múltiples teories de la conspiració que s'han prolongat en major o menor mesura fins a l'actualitat. La pedra angular d'aquestes teories és el fet que el llavors Ministre de Municions i més tard Primer Ministre David Lloyd George tenia previst embarcar al costat de Kitchener, però va cancel·lar el seu viatge en l'últim moment, escapant-se així d'una mort segura. Això, unit a una suposada tardança excessiva dels mitjans de rescat, ha portat a certs autors a especular amb la idea que Kitchener va ser en realitat assassinat pel mateix Govern Britànic, o que almenys la seva mort resultava convenient per a Londres, que el veia com un militar antiquat que només podia ser un destorb en el desenvolupament de la guerra moderna. Tanmateix, si es té en compte que la mort de Kitchener va causar una profunda repercussió en l'opinió pública britànica i va ser extensament percebuda com un desastre per al desenvolupament de la guerra, aquesta idea s'ha de considerar almenys inversemblant, per no dir cap altra cosa.
Després de la guerra, el poeta Lord Alfred Douglas va suggerir una nova conspiració en la qual assegurava l'existència de connexions entre la mort de Kitchener, la Batalla de Jutlandia i un acord subscrit entre Winston Churchill i certes organitzacions jueves. Churchill va denunciar llavors Douglas per difamació i va aconseguir que l'escriptor fos internat durant sis mesos a presó. D'altres van assegurar en el seu moment que el HMS Hampshire mai no va xocar amb una mina, sinó que va explotar per acció d'una càrrega explosiva allotjada prèviament al seu casc per agents de l'Exèrcit Republicà Irlandès (IRA), per als quals Kitchener, irlandès ell mateix però totalment lliurat a la causa de l'Imperi Britànic, representava una amenaça per a la independència d'Irlanda. Es pot esmentar que el fallit Alçament de Pasqua havia tingut lloc tan sols uns mesos abans de l'incident.
Amb tota probabilitat, la més espectacular de les teories de la conspiració relacionades amb la mort de Kitchener és la defensada el 1926 per l'estafador Frank Power, que va assegurar que el cos de Kitchener va ser rescatat després del desastre per un pescador noruec. Power fins i tot va arribar a fer portar un taüt des de Noruega i organitzar un enterrament solemne a la Catedral de Saint Paul. Tanmateix, les autoritats van intervenir i van ordenar l'obertura del fèretre en presència de la policia i un distingit patòleg, que només van trobar un munt de quitrà en el seu interior a fi de fer-ho més pesat. Encara que Power va ser atacat amb ferocitat per l'opinió pública, l'estafador mai no va arribar a ser processat per cap delicte.
El 1969, la pel·lícula Fraulein Doktor de Dino De Laurentiis va suggerir l'existència d'un espia alemany que hauria descobert els preparatius del viatge de Kitchener i n'hauria informat posteriorment al capità del U-Boot 75.